# Lancer du disque masculin aux championnats du monde d'athlétisme 1987
Navigation
Helsinki 1983 Tokyo 1991
L'épreuve du lancer du disque masculin des championnats du monde d'athlétisme 1987 s'est déroulée les 3 et 4 septembre 1987 dans le Stade olympique de Rome, en Italie. Elle est remportée par l'Est-allemand Jürgen Schult.

## Résultats

### Finale
| Rang               | Athlète             | Pays                 | Essais | Essais | Essais | Essais | Essais | Essais | Marque  | Notes |
| Rang               | Athlète             | Pays                 | 1      | 2      | 3      | 4      | 5      | 6      | Marque  | Notes |
| ------------------ | ------------------- | -------------------- | ------ | ------ | ------ | ------ | ------ | ------ | ------- | ----- |
| Médaille d'or      | Jürgen Schult       | Allemagne de l'Est   | 65.80  | 68.74  | 66.18  | 67.36  | 66.74  | 65.94  | 68,74 m | CR    |
| Médaille d'argent  | John Powell         | États-Unis           | 66.22  | 60.42  | 61.48  | -      | -      | -      | 66,22 m |       |
| Médaille de bronze | Luis Delís          | Cuba                 | 63.30  | 64.18  | x      | x      | 65.66  | 66.02  | 66,02 m |       |
| 4                  | Rolf Danneberg      | Allemagne de l'Ouest | 65.14  | 60.92  | 64.30  | 65.42  | 65.96  | 63.80  | 65,96 m |       |
| 5                  | Volodymyr Zinchenko | Union soviétique     | 65.60  | 63.04  | 65.26  | 64.78  | 64.04  | x      | 65,60 m |       |
| 6                  | Romas Ubartas       | Union soviétique     | 65.06  | 63.22  | 62.82  | 65.04  | 65.50  | 64.56  | 65,50 m |       |
| 7                  | Imrich Bugár        | Tchécoslovaquie      | x      | 63.12  | 65.32  | 62.16  | x      | x      | 65,32 m |       |
| 8                  | Vaclavas Kidykas    | Union soviétique     | 57.78  | 62.30  | 63.64  | 60.22  | x      | x      | 63,64 m |       |
| 9                  | Géjza Valent        | Tchécoslovaquie      |        |        |        |        |        |        | 61,98 m |       |
| 10                 | Bradley Cooper      | Bahamas              |        |        |        |        |        |        | 61,94 m |       |
| 11                 | Alois Hannecker     | Allemagne de l'Ouest |        |        |        |        |        |        | 60,98 m |       |
| 12                 | Marco Martino       | Italie               |        |        |        |        |        |        | 60,60 m |       |

## Légende
Records et Performances
- AR : Record continental (area record)
- CR : Record des championnats (championship record)
- MR : Record du meeting (meet record)
- NR : Record national (national record)
- OR : Record olympique (olympic record)
- PR : Record paralympique (paralympic record)
- PB : Record personnel (personal best)
- SB : Meilleure performance personnelle de la saison (season's best)
- WL : Meilleure performance mondiale de l'année (world leader)
- WJR : Record du monde junior (world junior record)
- WR : Record du monde (world record)

Circonstances et Conditions
- DNF : N'a pas terminé (did not finish)
- DNS : N'a pas pris le départ (did not start)
- DQ : Disqualification (disqualification)
- NM : Aucun essai valable enregistré (No Mark)
- Q : Qualifié « directement » au prochain tour (ou à la prochaine compétition), lors d'une compétition majeure, grâce au classement ou à la réalisation des minima (automatic qualifier)
- q : Qualifié au prochain tour (ou à la prochaine compétition), lors d'une compétition majeure, grâce au repêchage ou à la réalisation de l'une des meilleures performances parmi celles des « non qualifiés directement » (grâce au meilleur temps ou à la meilleure distance par exemple) (secondary qualifier)